# حسن الراهب

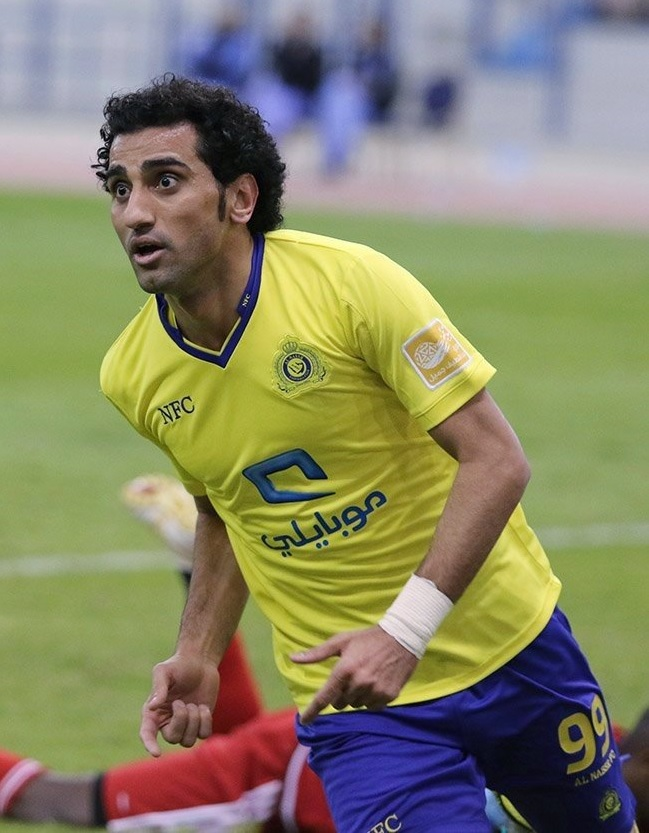
حسن الراهب در سال ۲۰۱۶

حسن الراهب (انگلیسی: Hassan Al-Raheb؛ زادهٔ ۷ آوریل ۱۹۸۳) یک ورزشکار اهل عربستان سعودی است.
از باشگاه‌هایی که در آن بازی کرده‌است می‌توان به باشگاه فوتبال النصر عربستان سعودی، باشگاه فوتبال الاهلی عربستان سعودی، باشگاه فوتبال نجران عربستان سعودی و باشگاه فوتبال بچون فرهنگیان اشاره کرد.
وی همچنین در تیم ملی فوتبال عربستان سعودی بازی کرده است.